# Нижня Зотінська
Нижня Зо́тінська (рос. Нижняя Зотинская) — присілок у складі Мурашинського району Кіровської області, Росія. Входить до складу Мурашинського сільського поселення.
Населення становить 15 осіб (2010, 17 у 2002).
Національний склад станом на 2002 рік — росіяни 100 %.